# Narzisstische Bestätigung
Als Narzisstische Bestätigung wird die interpersonelle Unterstützung bezeichnet, die Bewunderung und der Zuspruch, derer ein Individuum aus seiner Umwelt bedarf, um seinen Selbstwert zu definieren. Das Konzept wurde 1938 von dem österreichischen Psychoanalytiker Otto Fenichel in die psychoanalytische Theorie eingeführt.
Der Begriff wird häufig verwendet, um einen pathologischen oder überhöhten Drang eines Menschen nach Aufmerksamkeit und Bewunderung durch co-abhängige Bezugspersonen zu beschreiben oder eine entsprechende Bedürftigkeit, die den Gefühlen, Meinungen und Vorlieben anderer Menschen keinen Raum lässt.

## Geschichte
Aufbauend auf Freuds Konzept der narzisstischen Befriedigung und der Arbeit des Psychoanalytikers Karl Abraham identifizierte Otto Fenichel das narzisstische Verlangen nach Bestätigung als ein Programm der frühkindlichen Entwicklung, das dazu diene, ein mentales Gleichgewicht aufrechtzuerhalten. Er identifizierte zwei Hauptstrategien, diese Bestätigung zu erreichen: Aggression und Anbiederung.
Ein Fehlen oder Verlust der narzisstischen Bestätigung in der Kindheit führe nach Fenichel zu einer depressiven Neigung sowie zur Tendenz, im späteren Leben nach kompensatorischer narzisstischer Bestätigungen zu suchen. Störungen der Impulskontrolle und Süchte (einschließlich Liebessucht und Spielsucht) seien demnach Produkte dieser Suche nach narzisstischer Bestätigung bei Erwachsenen. Der Psychoanalytiker Ernst Simmel hatte bereits 1920 das pathologische Spielen als eine Strategie beschrieben, die fehlende Nestwärme und Zuwendung der frühkindlichen Bindungspersonen im erwachsenen Kontext zu ersetzen.

## Persönlichkeitsstörungen
Der Psychoanalytiker Otto Kernberg charakterisierte narzisstische Kriminelle durch ihre kalte Missachtung anderer Menschen, sofern sie nicht durch Spaltung (Idealisierung und Entwertung) Quellen narzisstischer Bestätigung werden konnten. Der Selbstpsychologe Heinz Kohut beschrieb den mentalen Zerfall von Menschen mit Narzisstischer Persönlichkeitsstörung, wenn eine Quelle narzisstischer Bestätigung verlösche. Die Bezugspersonen, die diese Bestätigung liefern würden, würden von ihnen wie ein Bestandteil der narzisstischen Persönlichkeit behandelt, insbesondere die persönlichen Grenzen betreffend.

## Zwischenmenschliche Beziehungen
Der Drang nach narzisstischer Bestätigung wird als treibende Kraft für krankhafte Promiskuität sowie für masochistische Beziehungen und manche Formen von Sadismus beschrieben.
In der Psychotherapie tendiert der narzisstische Klient dazu, Therapieerfolge zu sabotieren, da er den Therapeuten nur als eine Quelle für narzisstische Bestätigung wahrnimmt.

### Persönliche Grenzen
Menschen, die einem Narzissten narzisstische Bestätigung liefern, werden von diesem als Teil seiner selbst behandelt und sollen seinen Erwartungen entsprechen. In der Wahrnehmung eines Narzissten existieren keine Grenzen zwischen dem Selbst und dem Anderen.

### Arbeitsplatz
Der narzisstische Manager besitzt zwei Arten narzisstischer Bestätigung: unbelebte Bestätigung (Statussymbole wie Autos, Gadgets oder Büroaussichten) und belebte Bestätigung (Schmeicheleien und Bewunderung von Kollegen oder Untergebenen). Kollegen können sich nach einer alltäglichen Gefälligkeit in einer Situation wiederfinden, die sie in eine dauerhafte Quelle narzisstischer Bestätigung verwandelt, wenn sie nicht bedächtig ihre persönlichen Grenzen wahren. Der Drang des narzisstischen Managers, solche Netzwerke der narzisstischen Bestätigung aufrechtzuerhalten, behindert häufig eine objektive Entscheidungsfindung. Solch ein Manager evaluiert langfristige Ziele danach, ob sie für ihn ein Potenzial besitzen, persönliche Aufmerksamkeit zu erlangen.